# ویلتا بارئا
ویلتا بارئا (به ایتالیایی: Villetta Barrea) یک کومونه در ایتالیا است که در استان لاکویلا واقع شده‌است. ویلتا بارئا ۲۰٫۵۲ کیلومتر مربع مساحت و ۶۷۷ نفر جمعیت دارد و ۹۹۰ متر بالاتر از سطح دریا واقع شده‌است.

## خواهرخوانده
شهر همیلتون، انتاریو خواهرخواندهٔ ویلتا بارئا هست.